# Eleanor Holmes Norton
Eleanor Holmes Norton, född 13 juni 1937, Washington, D.C., är en amerikansk politiker. Hon representerar sedan 1991 landets huvudstad som icke-röstande delegat i USA:s representanthus och har där fört en kampanj för att göra det federala distriktet D.C. till en egen delstat.

## Bakgrund och privatliv
Holmes Nortons farfars far var slav i Virginia men lyckades att fly. Hon har berättat att detta har inspirerat henne att kämpa för delstatskap för Washington D.C.
Holmes Norton studerade historia vid Antioch College i Yellow Springs, Ohio och avlade kandidatexamen år 1960. Sedan fortsatte hon sina studier vid Yale med American studies som huvudämne och utexaminerade år 1963. Ett år senare tog hon också kandidatexamen i juridik vid Yale. Efter sina studier öppnade hon egen advokatbyrå.
Som jurist blev Holmes Norton känd för att hon fungerade som George Wallaces försvarsadvokat år 1968. År 1970 blev hon den första kvinnan som nominerades till staden New Yorks kommitté för mänskliga rättigheter.
Holmes Norton var gift med Edward Norton mellan 1965 och 1993. Paret har två barn. Holmes Norton hör till episkopalisk kyrka.

## Politisk karriär
Holmes Norton inledde sin karriär i representanthuset år 1991. Då fanns det bara två andra afroamerikanska kvinnor i huset.
Som representant är Holmes Norton mest känd för sin kampanj för att Washington, D.C. skulle bli en delstat. Enligt henne ska de som betalar federal inkomstskatt få också fullständig representation i kongressen. I dagens läge får Holmes Norton, som enda representant för staden, delta i debatter men inte rösta.